# Thomas Hill (cestista)
Thomas Lionel Hill III (Los Angeles, 31 agosto 1971) è un ex cestista statunitense, professionista in Australia.
È il figlio di Thomas Lionel Hill II, medaglia di bronzo nei 110 ostacoli alle olimpiadi del 1972.

## Carriera
È stato selezionato dagli Indiana Pacers al secondo giro del Draft NBA 1993 (39ª scelta assoluta).
Con gli Stati Uniti ha disputato i Giochi panamericani de L'Avana 1991.

## Palmarès
- 2 volte campione NCAA (1991, 1992)
- CBA All-Rookie Second Team (1994)